# VI Liceum Ogólnokształcące w Bydgoszczy
VI Liceum Ogólnokształcące im. Jana i Jędrzeja Śniadeckich w Bydgoszczy – liceum ogólnokształcące w Bydgoszczy, położone w centrum miasta, przy ul. Stanisława Staszica 4. W sąsiedztwie szkoły znajdują się m.in. Filharmonia Pomorska im. Ignacego Jana Paderewskiego, Pomnik Tysiąclecia Państwa Polskiego oraz Akademia Muzyczna im. Feliksa Nowowiejskiego.
Od 2024 roku dyrektorem szkoły jest mgr Adam Stasik.

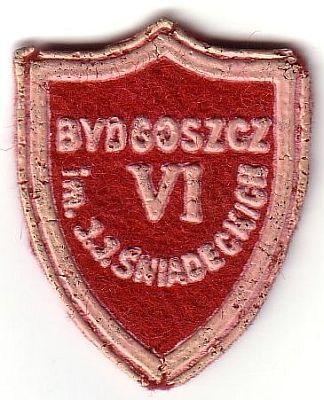
Tarcza szkoły

## Historia
Liceum utworzono 1 września 1948 z inicjatywy Towarzystwa Przyjaciół Dzieci. Była to siódma w kraju i pierwsza w województwie placówka utworzona przez to towarzystwo. Budynek liceum mieścił się przy ul. Olszewskiego 20. Szkoła była jedenastoletnia (dla uczniów w wieku 7–18 lat), a w 1949 uczęszczało do niej 477 uczniów.
W sierpniu 1950 szkołę przeniesiono do budynku przy ulicy Staszica 4, gdzie mieści się do dziś. Budynek ten powstał w latach 1908–1910 z inicjatywy Rady Miejskiej w Bydgoszczy. Od 1911 w budynku tym mieściła się niemiecka Szkoła Miejska, a w latach 1921–1939 – Żeńskie Gimnazjum Humanistyczne Miasta Bydgoszczy. 4 marca 1922 dokonano poświęcenia gmachu oraz otwarcia kaplicy. W 1924 natomiast pierwsze uczennice zdały maturę gimnazjalną. W 1929 z inicjatywy uczennic Gimnazjum powstał stały fundusz stypendialny, którego celem było niesienie pomocy niezamożnym uczennicom oraz Towarzystwo Kolonii Wakacyjnych, w wyniku którego pracy zbudowano i poświęcono 2 sierpnia 1932 dom wakacyjny w Meczyszczu. W maju 1934 powstało szkolne czasopismo redagowane przez uczennice pt. „Dziewczęta w mundurkach”.
W 1939 na terenie gmachu krótko działała siedmioklasowa szkoła powszechna dla dzieci polskich, natomiast w czasie okupacji, aż do końca wojny istniała niemiecka szkoła średnia. Następnie działał tu krótko szpital wojskowy, a od września 1945 budynek przejęło Gimnazjum i Liceum Miejskie. Pięć lat później szkoła zmieniła nazwę na VI Szkołę Ogólnokształcącą Stopnia Podstawowego i Licealnego. Rok po tym jak, w 1957, szkoła przestała podlegać pod Towarzystwo Przyjaciół Dzieci, nadano jej imię Jana i Jędrzeja Śniadeckich i sztandar. W latach 1964–1966 zaczęto likwidować oddziały klas podstawowych w celu przekształcenia placówki w szkołę średnią. Od początku roku szkolnego w 1973 szkoła funkcjonuje samodzielnie.
Od 6 grudnia 1991 z inicjatywy ówczesnego dyrektora Mariana Sajny szkoła należy do Towarzystwa Szkół Twórczych.
Do 31 marca 2008 dyrektorem szkoły była Iwona Waszkiewicz, która 1 kwietnia tegoż roku objęła stanowisko Kujawsko-Pomorskiego Kuratora Oświaty. Jej następczynią została wybrana nauczycielka chemii – Agnieszka Łysio. W 2013 stanowisko dyrektora szkoły objęła dr Wiesława Burlińska, nauczycielka języka francuskiego.
Do 2019 liceum wraz z Gimnazjum nr 50 tworzyło Zespół Szkół Ogólnokształcących nr 6 w Bydgoszczy. 

## Współpraca
W ramach umowy podpisanej 28 marca 2007 Zespół Szkół nr 6 współpracuje z Uniwersytetem Technologiczno-Przyrodniczym im. Jana i Jędrzeja Śniadeckich w Bydgoszczy. W ramach porozumienia w liceum oraz w gimnazjum utworzono klasy uniwersyteckie, które są pod naukowym patronatem Uniwersytetu. Są to: wszystkie klasy gimnazjalne oraz klasy matematyczno-informatyczne i medyczno-przyrodnicze w liceum. Współpraca ta opiera się na uczestnictwie uczniów w cyklicznych zajęciach laboratoryjnych oraz wykładach, pracach kół naukowych, sympozjach itp. W ramach współpracy możliwa jest również realizacja wspólnych projektów uczniów i studentów oraz dostęp uczniów do zbiorów bibliotecznych uczelni.

## Osiągnięcia

### Olimpiady
Szkoła słynie z osiągnięć swoich uczniów w wielu różnorodnych olimpiadach przedmiotowych i konkursach – zarówno ogólnopolskich, jak i międzynarodowych. Wśród nich co roku najwięcej uczniów zdobywa laury w olimpiadach z przedmiotów ścisłych. Wielokrotnie finalistami zostawali uczniowi biorący udział w olimpiadach takich jak: olimpiada matematyczna, olimpiada informatyczna, olimpiada chemiczna, olimpiada fizyczna, olimpiada wiedzy ekonomicznej, oraz wiele innych.

### Rankingi
Ogólnopolski Ranking Edukacyjny Szkół Średnich  „Perspektyw”:
| Rok  | Polska  | województwo kujawsko-pomorskie | Bydgoszcz |
| ---- | ------- | ------------------------------ | --------- |
| 1999 | -       |                                |           |
| 2000 | 28      |                                |           |
| 2001 | 46      | 4                              | 1         |
| 2002 | 62      | 5                              | 1         |
| 2003 | 100/101 | 8                              | 3         |
| 2004 | 61      | 4                              | 1         |
| 2005 | 41      | 3                              | 1         |
| 2006 | 26      | 3                              | 1         |
| 2007 | 47      | 4                              | 1         |
| 2008 | 17      | 2                              | 1         |
| 2009 | 72      | 4                              | 2         |
| 2010 | 22      | 2                              | 1         |
| 2011 | 32      | 2                              | 1         |
| 2012 | 24      | 2                              | 1         |
| 2013 | 23      | 2                              | 1         |
| 2014 | 20      | 2                              | 1         |
| 2015 | 29      | 2                              | 1         |
| 2016 | 27      | 2                              | 1         |
| 2017 | 17      | 2                              | 1         |
| 2018 | 42      | 2                              | 1         |
| 2019 | 24      | 2                              | 1         |
| 2020 | 49      | 2                              | 1         |
| 2021 | 46      | 2                              | 1         |
| 2022 | 81      | 2                              | 1         |
| 2023 | 57      | 2                              | 1         |
| 2024 | 79      | 2                              | 1         |

## Budynek szkoły

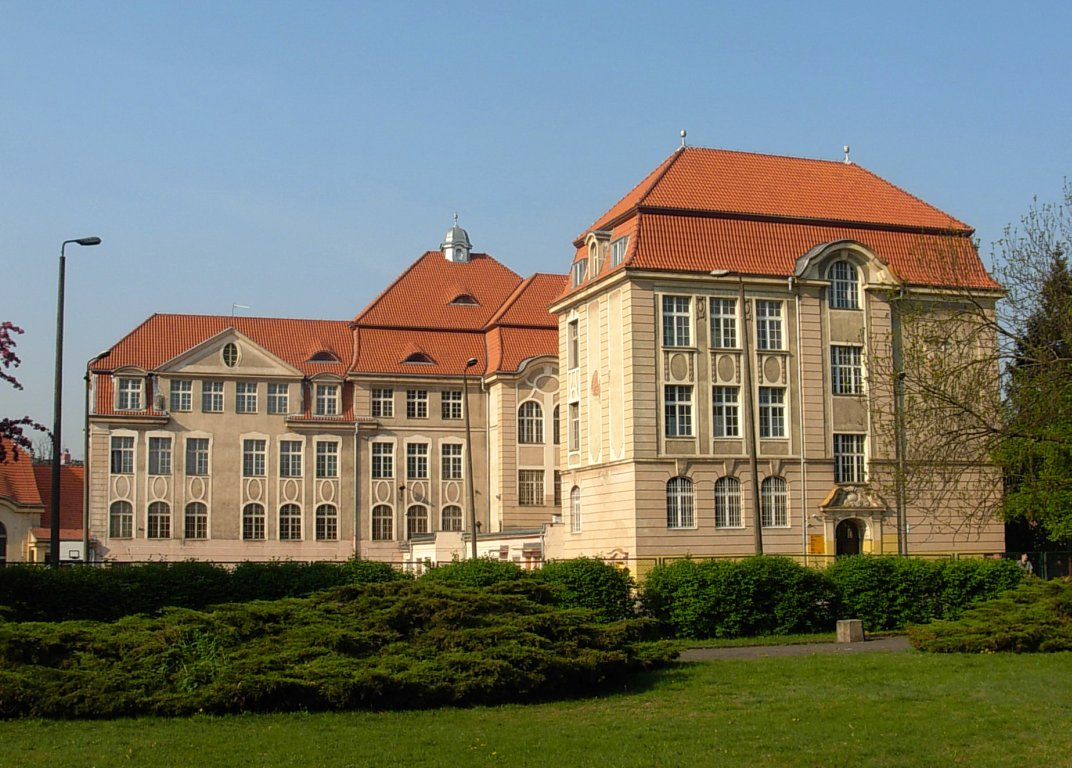
Budynek szkoły od ul. Kopernika

Zabytkowy budynek szkolny powstał w l. 1908-1910. Fasadę zdobi boniowanie, płaskorzeźby, gzymsy i pilastry. 
Pod względem architektonicznym szczególną uwagę zwraca mieszcząca się na drugim piętrze aula szkoły z łukowymi oknami, zdobiona w boazerie, gzymsy, pilastry i zdobione belki. Konstrukcja sufitu jest wykonana z prętów i stalowej siatki, przymocowanych do drewnianych belek i stalowych profili.
W 2017 roku z uwagi na nieszczelność dachów i stropów zalewana wodami opadowymi aula została wyłączona z użytkowania. W kolejnych latach przeprowadzono jej remont, w wyniku którego do 2020 odtworzono oryginalny wygląd sali. Udało się m.in. odsłonić oryginalne malowidła, które zostały zakryte podczas remontów w latach 70.. Przeprowadzono również remont kapitalny dachu, co umożliwi przeprowadzenie po 2022 remontu elewacji budynku.

## Znani absolwenci
- ks. prof. dr hab. Franciszek Drączkowski (matura 1960) – polski duchowny katolicki, profesor zwyczajny, teolog, patrolog, pierwszy rektor Wyższego Seminarium Duchownego w Toruniu, twórca metody wykresograficznej w służbie teologii
- Jan Kulczyk (matura 1968) – przedsiębiorca, założyciel Kulczyk Investments
- Maciej Świtoński (matura 1979) – lekarz chirurg, autor telewizyjnych programów edukacyjnych
- Adrianna Biedrzyńska (matura 1980) – aktorka, piosenkarka
- Jacek Woźny (matura 1980) – historyk, archeolog, dziekan Wydziału Humanistycznego Uniwersytetu Kazimierza Wielkiego, były rektor Uniwersytetu Kazimierza Wielkiego (2016-2024)
- Rafał Bruski (matura 1981) – polityk, samorządowiec, prezydent Bydgoszczy
- Tomasz Latos (matura 1982) – polityk, lekarz radiolog
- Wiesław Tarka (matura 1983) – urzędnik państwowy, dyplomata
- Ilona Weiss (matura 1992) – polska ekonomistka, przedsiębiorca, menedżer zarządzający rynku nowych technologii i rynku finansowego, prezes zarządu grupy ABC Data w latach 2015–19.
- Robert Jarociński (matura 1995) – aktor teatralny i filmowy
- Krzysztof Bielawski (matura 1988) – filolog, tłumacz